# LXQt
LXQt è un ambiente grafico per sistemi unix-like, nato dalla fusione dei progetti LXDE (nella variante LXDE-Qt) e Razor-Qt.
Basato su librerie Qt, si caratterizza per i bassi requisiti di sistema (di poco superiori a LXDE, tanto da essere in grado di funzionare su computer datati) e per un certo grado di modularità (permette, ad esempio, di impostare diversi gestori di finestre).

## Storia
Hong Jen Yee, sviluppatore del progetto LXDE e poco soddisfatto delle librerie GTK+ 3, dopo alcuni esperimenti con le librerie Qt all'inizio del 2013, rilasciò una primissima versione in Qt del gestore di file PCManFM il 26 marzo 2013. Specificando che non si trattava di una migrazione da GTK a Qt, affermò che le due versioni sarebbero convissute. Più tardi eseguì un porting di Xrandr, front-end di LXDE in Qt.
Nel luglio 2013 Hong Jen Yee annunciò il passaggio a Qt dell'intero ambiente LXDE. Il 21 luglio 2013, i progetti Razor-qt e LXDE annunciarono la loro fusione. Ciò avrebbe significato che in un primo momento sarebbero convissute le versioni GTK+ e Qt, per poi focalizzarsi gradualmente su Qt abbandonando GTK. La fusione dei progetti LXDE-Qt e Razor-qt fu chiamata LXQt, rilasciando la prima versione, la 0.7.0, il 7 maggio 2014. La versione 0.8.0, che portava la piena compatibilità con le librerie Qt 5, fu resa disponibile il 13 ottobre 2014.
LXQt 0.9 è stata rilasciata nel 2015. Questa versione ha comportato l'abbandono delle librerie Qt 4 in favore di Qt 5 (richiedendo Qt 5.3 e KDE Frameworks 5).
La versione 0.10 di LXQt è stata rilasciata a novembre 2015. La versione 0.11 di LXQt è stata rilasciata il 24 settembre 2016. La versione 0.15.0 è stata rilasciata il 24 aprile 2020. Per rispondere alle preoccupazioni sull'uso eccessivo di memoria delle applicazioni scritte in Qt, è stato fatto un confronto con Xfce, da cui è risultato che l'impiego di memoria durante un avvio da sistema spento era di 112 Mb, di poco inferiore a Xfce.

## Componenti software
LXQt è composto da diversi componenti modulari dipendenti da Qt e KDE Frameworks 5.
| Nome                 | Dipendenze      | Descrizione                                                             |
| -------------------- | --------------- | ----------------------------------------------------------------------- |
| lximage-qt           |                 | Visualizzatore di immagini di LXQt                                      |
| lxmenu-data          |                 |                                                                         |
| lxqt-about           |                 | Finestra informativa di LXQt                                            |
| lxqt-admin           |                 |                                                                         |
| lxqt-common          |                 |                                                                         |
| lxqt-config          | KScreen (RandR) | Centro impostazioni di sistema di LXQt                                  |
| lxqt-globalkeys      | KGlobalAccel    | Gestore delle scorciatoie da tastiera globali di LXQt                   |
| lxqt-notificationd   |                 | Demone di notifica di LXQt                                              |
| lxqt-openssh-askpass |                 |                                                                         |
| lxqt-panel           | Solid           | Barra delle applicazioni predefinita di LXQt                            |
| lxqt-policykit       |                 | Agente di autentificazione PolicyKit di LXQt                            |
| lxqt-powermanagement | Solid           |                                                                         |
| lxqt-qtplugin        |                 |                                                                         |
| lxqt-runner          |                 | Application runner di LXQt                                              |
| lxqt-session         |                 | Gestore della sessione di LXQt                                          |
| lxqt-sudo            |                 |                                                                         |
| menu-cache           |                 |                                                                         |
| openbox              |                 | Gestore delle finestre                                                  |
| obconf-qt            |                 | Versione scritta in Qt dello strumento di configurazione di Openbox     |
| compton-conf         |                 | Strumento grafico di configurazione del composite manager per X Compton |
| pcmanfm-qt           |                 | File manager predefinito di LXQt                                        |
| qt-gtk-engine        |                 | Strumento di adattamento di programmi GTK+ 3 in Qt                      |

## Utilizzo nei sistemi operativi GNU/Linux
È disponibile o installabile su tutte le principali distribuzioni GNU/Linux, tra cui:
- ALT Linux
- Arch Linux
- Chakra Linux
- Debian
- Fedora
- Gentoo
- Lubuntu (nuovo ambiente desktop predefinito, a partire dalla versione 18.10)
- Mageia
- Manjaro Linux
- OpenMandriva
- ROSA Linux